# Аль-Бакара
Аль-Бакара (араб. البقرة — «Корова») — вторая сура Корана. Сура мединская. Ниспослана между сурами Аль-Мутаффифин  и Аль-Анфаль. Состоит из 286 аятов.

Сура аль-Бакара — самая длинная сура Корана. Эта сура начинается с подробного разъяснения мыслей, содержащихся в конце суры аль-Фатиха. Она подчёркивает, что Коран является руководством, посланным Аллахом для богобоязненных. В ней рассказывается о верующих, которым Аллах даровал своё благоволение, и о неверных и лицемерах, вызвавших на себя гнев Аллаха.

## Этимология
Сура названа в честь содержащейся в ней притчи про корову, которую Аллах повелел Мусе (Моисею) принести в жертву:

Вот Муса (Моисей) сказал своему народу: «Аллах приказывает вам зарезать корову». Они сказали: «Неужели ты насмехаешься над нами?» Он сказал: «Упаси меня Аллах оказаться одним из невежд». ۝ Они сказали: «Помолись за нас своему Господу, чтобы Он разъяснил нам, какая она». Он сказал: «Он говорит, что она не старая и не тёлка, средняя по возрасту между ними. Выполните же то, что вам велено!» ۝ Они сказали: «Помолись за нас своему Господу, чтобы Он разъяснил нам, какой она масти». Он сказал: «Он говорит, что эта корова светло-жёлтого цвета. Она радует смотрящих на неё». ۝ Они сказали: «Помолись за нас своему Господу, чтобы Он разъяснил нам, какова же она, ведь коровы кажутся нам похожими одна на другую. И если Аллах пожелает, то мы последуем прямым путём». ۝ Он сказал: «Он говорит, что эта корова не приучена пахать землю или орошать ниву. Она здорова и не имеет отметин». Они сказали: «Теперь ты принёс истину». Затем они зарезали её, хотя были близки к тому, чтобы не сделать этого. ۝ 

Оригинальный текст (ар.)وَإِذْ قَالَ مُوسَىٰ لِقَوْمِهِۦٓ إِنَّ اللَّهَ يَأْمُرُكُمْ أَنْ تَذْبَحُواْ بَقَرَةًۖ قَالُوٓاْ أَتَتَّخِذُنَا هُزُوًاۖ قَالَ أَعُوذُ بِٱللَّهِ أَنْ أَكُونَ مِنَ الْجَٰهِلِينَ ۝ قَالُواْ ٱدْعُ لَنَا رَبَّكَ يُبَيِّن لَّنَا مَا هِيَۚ قَالَ إِنَّهُۥ يَقُولُ إِنَّهَا بَقَرَةٌ لَّا فَارِضٌ وَلَا بِكْرٌ عَوَانُۢ بَيْنَ ذَٰلِكَۖ فَٱفْعَلُواْ مَا تُؤْمَرُونَ ۝ قَالُواْ ٱدْعُ لَنَا رَبَّكَ يُبَيِّن لَّنَا مَا لَوْنُهَاۚ قَالَ إِنَّهُۥ يَقُولُ إِنَّهَا بَقَرَةٌ صَفْرَآءُ فَاقِعٌ لَّوْنُهَا تَسُرُّ ٱلنَّٰظِرِينَ ۝ قَالُواْ ٱدْعُ لَنَا رَبَّكَ يُبَيِّن لَّنَا مَا هِيَ إِنَّ ٱلْبَقَرَ تَشَٰبَهَ عَلَيْنَا وَإِنَّآ إِن شَآءَ ٱللَّهُ لَمُهْتَدُونَ ۝ قَالَ إِنَّهُۥ يَقُولُ إِنَّهَا بَقَرَةٌ لَّا ذَلُولٌ تُثِيرُ ٱلْأَرْضَ وَلَا تَسْقِى ٱلْحَرْثَ مُسَلَّمَةٌ لَّا شِيَةَ فِيهَاۚ قَالُواْ ٱلْـَٰٔنَ جِئْتَ بِٱلْحَقِّۚ فَذَبَحُوهَا وَمَا كَادُواْ يَفْعَلُونَ ۝— Коран 2:67—71 (Кулиев)

## Содержание
В данной суре указывается на то, что люди делятся на три категории: на тех, которые истинно верят в Аллаха, на тех, которые не признают Аллаха, и лицемеров.
Сура призывает людей поклоняться только Аллаху одному, содержит предупреждение неверующим и благую весть для верующих.
В суре «аль-Бакара» рассказывается о сынах Исраила (Израиля), напоминает им о днях милости Аллаха к ним, о временах Мусы (Моисея) и о наполненной удивительными событиями истории сынов Исраила с ним. Почти половина суры посвящена напоминанию сынам Исраила об усилиях Ибрахимa (Авраама) и Исмаила построить Каабу.
В суре содержится обращение к людям Корана, указывается на общее между народом Мусы и народом Мухаммеда благодаря Ибрахиму (его руководству и потомству) и рассказывается о Кибле.
В этой суре говорится о единобожии и о знамениях Аллаха, подтверждающих это, о многобожии, о запрещённой пище и о том, что запрещать и разрешать может только Аллах. В ней разъясняется, что такое благочестие, а также содержатся наставления Аллаха относительно поста, завещания, приобретения имущества людей обманным путём, возмездия, сражения на пути Аллаха, паломничества (хаджа), малого паломничества (умры), вина, майсира (азартных игр), брака и развода, установления жёнам срока после развода, в течение которого они не могут выйти замуж за другого человека, кормления ребёнка матерью, расхода денег, торговли, долговых расписок, ростовщичества, долгов и т. п.
В суре говорится также о вероучении, единобожии и воскресении. Сура заканчивается мольбой верующих, обращённой к Аллаху, поддержать их и помочь им против народа неверного.
Сура «аль-Бакара» ясно указывает на то, что религия основана на трёх постулатах: безусловное признание Аллаха, истинная вера в День воскресения и Суд и благодеяния. Воздаяние даётся за веру и деяния. Условие истинной веры — полное и смиренное повиновение души и сердца всему, что ниспослано пророку.
В суре говорится о том, что немусульмане до тех пор будут недовольны мусульманами, пока мусульмане не последуют за их религией.
Опекунство по шариату должно принадлежать только верующим в Аллаха и людям справедливости, а не неверующим, нечестивым, несправедливым. Вера в религию Аллаха в том виде, как она была ниспослана, требует единства и согласия между людьми, и нарушение этого условия ведёт к разногласию и расколу. Терпение и молитва помогают человеку совершать великие деяния.
Аллах разрешил своим рабам хорошую пищу и запретил вредную для человека пищу. И только Аллаху принадлежит право разрешать и запрещать. Если же человек, в силу обстоятельств, вынужден есть запрещённую пищу, чтобы спасти свою жизнь, это не будет грехом. Ведь Аллах не возлагает на человека ничего невозможного для него.
Здесь также указывается на то, что никто не понесёт наказания за злодеяния, совершённые другими; указано на такое качество, как добродетель, и на то, что человек не должен подвергать себя ненужной опасности для достижения своих целей, которых он может достичь общепринятыми действиями; на долг мусульманина по отношению к себе и другим и на его обязанности перед Творцом.
Религия запрещает насилие. «Нет принуждения в вере» (256). Ислам разрешает вести сражение только для того, чтобы защищаться и обеспечить свободу и суверенитет ислама в своём обществе. Каждый человек должен стараться жить по законам Аллаха в настоящей жизни, готовя себя к будущей жизни. Вера и терпение ведут к победе справедливого верующего меньшинства над несправедливым неверующим большинством. Запрещается несправедливо брать себе имущество других.

### Аят аль-Курси
Аят аль-Курси в переводе с арабского означает «аят Престола». Данным термином обозначается 255-й аят суры «аль-Бакара», который также называют величайшим аятом из Корана. В данном аяте говорится о единобожии и качествах Аллаха.

Текст: «Аллах — нет божества, достойного поклонения кроме Него, Живого, Поддерживающего жизнь. Им не овладевают ни дремота, ни сон. Ему принадлежит то, что на небесах, и то, что на земле. Кто станет заступаться перед Ним без Его дозволения? Он знает их будущее и прошлое. Они постигают из Его знания только то, что Он пожелает. Его Престол объемлет небеса и землю, и не тяготит Его оберегание их. Он — Возвышенный, Великий» (перевод Кулиева).

## В других источниках
Вероятно, под влиянием ислама, в иудейских богослужебных свитках XI века в Египте (каирская гениза) обнаружен еврейский свиток Корана, записанный по-арабски еврейскими буквами, содержащий суру 1 и 2 и басмалу (בסמאללה אלרחמן אלרחים‎, бисмилляхи р-рахмани р-рахим — «во имя Аллаха, Милостивого, Милосердного»).